# Swoosie Kurtz
Swoosie Kurtz (ur. 6 września 1944 w Omaha w stanie Nebraska, USA) – amerykańska aktorka.

## Wybrana filmografia
- 1977: Na lodzie (Slap Shot)
- 1982: Świat według Garpa (The World According to Garp)
- 1984: Przeciw wszystkim (Against All Odds)
- 1986: Dzikie koty (Wildcats)
- 1988: Niebezpieczne związki (Dangerous Liaisons)
- 1990: Stanley i Iris (Stanley & Iris)
- 1994: Orbitowanie bez cukru (Reality Bites)
- 1997: Kłamca, kłamca (Liar Liar)
- 1999: Szkoła uwodzenia (Cruel Intentions)
- 2001: Balonowy chłopak (Bubble Boy)
- 2002: Żyć szybko, umierać młodo (The Rules of Attraction)
- 2004: Starsza pani musi zniknąć (Duplex)
- 2009: Gotowe na wszystko jako Jessie
- 2010: Mike i Molly jako Joyce Flynn-Moranto